# Centrolene hybrida
Espèce
Statut de conservation UICN

 LC  : Préoccupation mineure
Centrolene hybrida est une espèce d'amphibiens de la famille des Centrolenidae.

## Répartition
Cette espèce est endémique de Colombie. Elle se rencontre dans les départements de Boyacá, de Cundinamarca et de Caquetá de 1 420 à 2 020 m d'altitude sur le versant Est de la cordillère Orientale.

## Description
Les mâles mesurent de 20,0 à 21,9 mm et les femelles de 20,0 à 23,1 mm.

## Publication originale
- Ruiz-Carranza & Lynch, 1991 : Ranas Centrolenidae de Colombia II. Nuevas especies de Centrolene  de la Cordillera Oriental y Sierra Nevada de Santa Marta. Lozania, vol. 58, p. 1-26.